# We Exist
We Exist è un singolo degli Arcade Fire pubblicato il 26 maggio 2014. È il terzo singolo estratto dal quarto album della band, Reflektor. Il videoclip del singolo è stato pubblicato il 16 maggio 2014.

## Brano
Il testo di We Exist è stato composto dal cantante Win Butler durante il soggiorno della band in Giamaica per registrare appunto l'album Reflektor. Secondo l'autore stesso, il brano riguarda un "ragazzino gay che parla con suo padre" nel momento del coming out.

## Videoclip
Il 3 maggio 2014 è stato pubblicato sul canale "ArcadeFireSonovox" di YouTube un teaser del videoclip, parte del quale girato durante il Coachella Festival.
Il videoclip intero è stato invece pubblicato il 16 maggio.
Diretto da David Wilson, vede come protagonista l'attore di Hollywood Andrew Garfield nel ruolo di una transgender. Alla fine del video vengono riprese appunto le immagini del Coachella Festival, in cui l'attore, nei panni della transgender, era salito sul palco.

### Polemiche
Il videoclip è stato criticato dalla cantante transgender Laura Jane Grace della band Against Me!, che ha sottolineato quanto sarebbe stato importante scegliere una vera attrice transgender piuttosto che Garfield per il ruolo della protagonista. Inoltre, la cantante ha sottolineato come nel video fossero presenti molti luoghi comuni sulle transgender.
Nel rispondere alle critiche, Win Butler ha invece sottolineato come invece proprio la figura di Garfield, noto soprattutto per aver interpretato The Amazing Spider-Man, potesse rappresentare un messaggio potente per - ad esempio - "un ragazzino gay che cresce in Giamaica". Anche il regista David Wilson ha risposto, sottolineando come proprio Garfield abbia insistito per avere la parte. Un confronto tra Our Lady J, cantante/artista transgender che ha collaborato al videoclip, e Laura Jane Grace ha fatto infine sì che quest'ultima cambiasse idea, come dichiarato poi su Twitter.